# Jan Bušek
Jan Bušek (10. října 1954 – 11. září 1995) byl český fotbalista, záložník.

## Fotbalová kariéra
V československé lize hrál za Spartu Praha. Dále hrál za Spartak BS Vlašim a Viktorii Žižkov. Nastoupil ve 47 ligových utkáních a dal 5 ligových gólů. Hrál za Spartu ve 2 utkáních Poháru vítězů pohárů proti MTK Budapešť. Jeho ligovou kariéru ukončilo zranění při tvrdém faulu slávistického obránce Františka Cipra během derby Sparty a Slavie v březnu 1978.

## Ligová bilance
| Ročník                                   | Zápasy | Góly | Minuty | Klub              |
| ---------------------------------------- | ------ | ---- | ------ | ----------------- |
| 2. československá fotbalová liga 1975/76 | -      | -    | -      | Spartak BS Vlašim |
| 1. československá fotbalová liga 1976/77 | 26     | 3    | -      | Sparta Praha      |
| 1. československá fotbalová liga 1977/78 | 19     | 2    | 1608   | Sparta Praha      |
| 1. československá fotbalová liga 1978/79 | 1      | 0    | 25     | Sparta Praha      |
| 1. československá fotbalová liga 1979/80 | 1      | 0    | 15     | Sparta Praha      |
| Česká národní fotbalová liga 1979/80     | -      | -    | -      | Spartak BS Vlašim |
| CELKEM                                   | 47     | 5    | -      |                   |